# Hansa-Preis

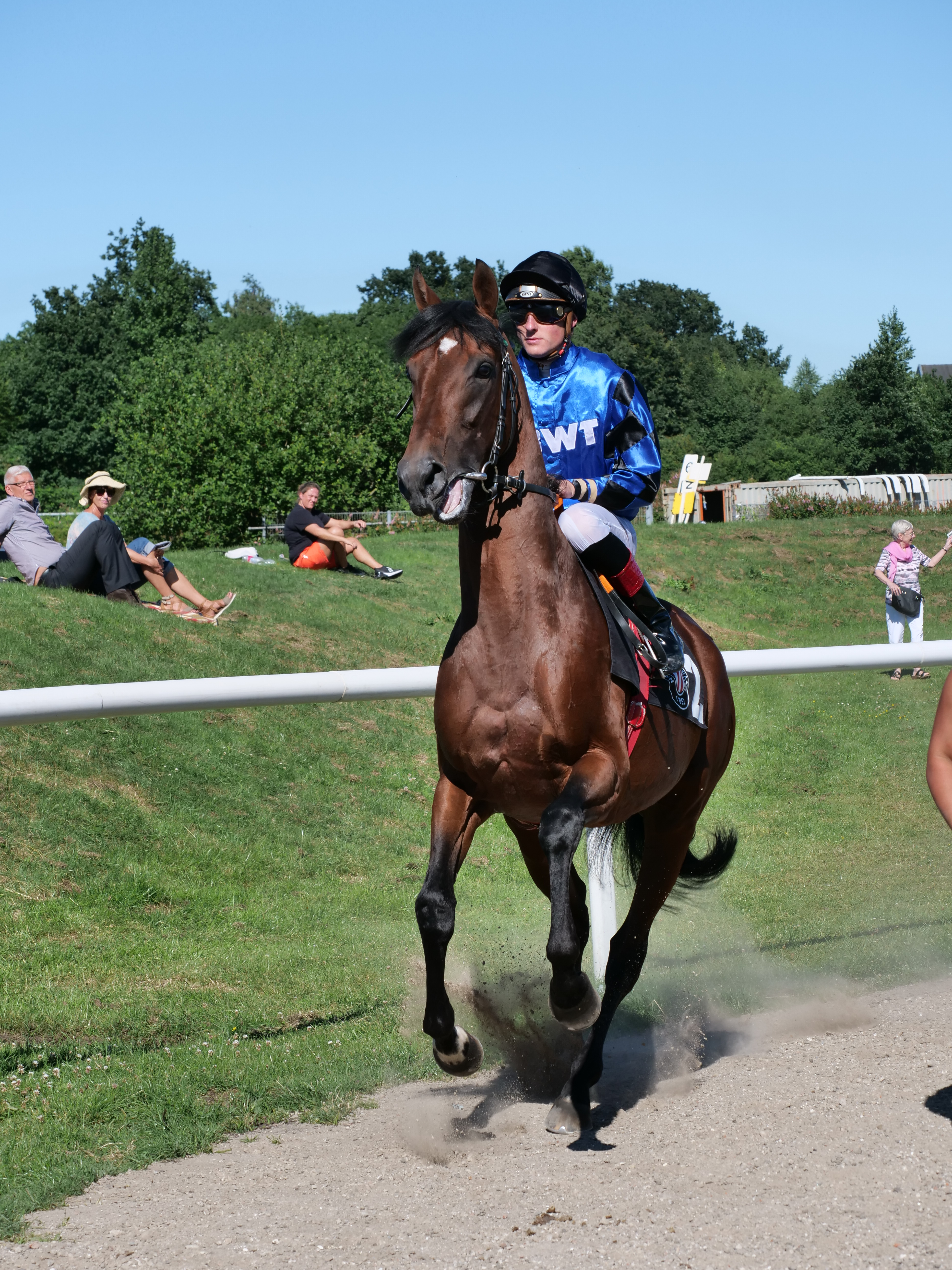
Hansa Preis 2018: Dschingis Secret mit Jockey Martin Seidl auf dem Weg vom Führring zum Geläuf.

Der Hansa-Preis ist ein deutsches Gruppe-2-Flachrennen für 3-jährige und ältere Vollblüter. Es wird jedes Jahr im Juni oder Juli in Hamburg-Horn über eine Distanz von 2400 m rechtsläufig auf Gras ausgetragen. 3-jährige müssen 54 kg tragen, 4-jährige 60 kg. Stuten erhalten 1½ kg Erlaubnis. 2012 betrug die Gewinnsumme 70 000 €, davon 42 000 € für den Sieger.

## Geschichte
Das Rennen wurde 1892 erstmals ausgetragen, damals noch unter dem Namen Großer Hansa-Preis. Als Jubiläums-Preis wurde es in den Jahren 1902 und 1927 veranstaltet. 1944 fand das Rennen in Dresden statt, sonst immer in Hamburg. 1962 fand es unter dem Namen „Großer Preis von Berlin“ statt.
1972 wurde der Hansa-Preis als Gruppe-II-Rennen klassifiziert. Das Rennen wurde lange Zeit über 2 200 m gelaufen. Im Jahr 2008 wurde es um 200 m verlängert.

## Rekorde
Erfolgreichster Trainer beim Hansa-Preis war bisher Heinz Jentzsch mit neun Siegen: Lombard (1972), Arratos (1973), Stuyvesant (1977), Acatenango (1987), Astylos (1988, Totes Rennen), El Salto (1988, Totes Rennen), Carlton (1993), Lando (1994), Monsun (1995)

### Erfolgreichste Pferde
Folgende Pferde konnten zwei Mal gewinnen.
- Slusohr – 1898, 1899
- Graf Isolani (Gestüt Erlenhof) – 1929, 1930
- Sturmvogel – 1936, 1937
- Opponent – 1963, 1966
- Orofino – 1982, 1983
- Egerton – 2006, 2008
- Protectionist – 2014, 2016
- Dschingis Secret – 2017, 2018

### Erfolgreichster Jockey
Jeweils sechs Mal konnten bisher zwei Jockeys das Rennen für sich entscheiden.
- Gerhard Streit – Janus (1933), Walzerkönig (1939), Octavianus (1940), Fabier (1955), Masetto (1956), Traumgeist (1957, Totes Rennen)
- Peter Alafi – Opponent (1963, 1966), Königsstuhl (1981), Orofino (1982, 1983), Ordos (1984)

## Sieger seit 1969
| Jahr              | Sieger            | Alter | Jockey                        | Trainer                | Time    |
| ----------------- | ----------------- | ----- | ----------------------------- | ---------------------- | ------- |
| 1969              | Tajo              | 4     | Johannes Starosta             | Johannes Kuhr          | 2:20.80 |
| 1970              | Goldbube          | 8     | Kurt Lepa                     | Josef Hochstein        | 2:19.00 |
| 1971              | Golfstrom         | 4     | Peter Remmert                 | Hein Bollow            | 2:21.60 |
| 1972              | Lombard           | 5     | Fritz Drechsler               | Heinz Jentzsch         | 2:37.70 |
| 1973              | Arratos           | 4     | Joan Pall                     | Heinz Jentzsch         | 2:18.30 |
| 1974              | Caracol           | 5     | Fritz Drechsler               | Sven von Mitzlaff      | 2:21.00 |
| 1975              | My Brief          | 6     | Fritz Drechsler               | Theo Grieper           | 2:17.10 |
| 1976              | Record Run        | 5     | Eric Eldin                    | Gavin Pritchard-Gordon | 2:14.10 |
| 1977              | Stuyvesant        | 4     | Joan Pall                     | Heinz Jentzsch         | 2:17.00 |
| 1978              | Roscoe Blake      | 3     | Kipper Lynch                  | Bruce Hobbs            | 2:21.20 |
| 1979              | San Vicente       | 5     | José Orihuel                  | Adolf Wöhler           | 2:21.00 |
| 1980              | Toscarimus        | 3     | Lutz Mäder                    | Bruno Schütz           | 2:40.20 |
| 1981              | Königsstuhl       | 5     | Peter Alafi                   | Sven von Mitzlaff      | 2:28.40 |
| 1982              | Orofino           | 4     | Peter Alafi                   | Sven von Mitzlaff      | 2:19.90 |
| 1983              | Orofino           | 5     | Peter Alafi                   | Sven von Mitzlaff      | 2:20.60 |
| 1984              | Ordos             | 4     | Peter Alafi                   | Sven von Mitzlaff      | 2:29.80 |
| 1985              | Daun              | 4     | Pat Gilson                    | Theo Grieper           | 2:30.70 |
| 1986              | Tommy Way         | 3     | Brent Thomson                 | John Dunlop            | 2:16.50 |
| 1987              | Acatenango        | 5     | Georg Bocskai                 | Heinz Jentzsch         | 2:27.90 |
| 1988 Totes Rennen | Astylos El Salto  | 4 5   | Georg Bocskai Andrzej Tylicki | Heinz Jentzsch         | 2:16.65 |
| 1989              | Filia Ardross     | 3     | Lutz Mäder                    | Bruno Schütz           | 2:18.70 |
| 1990              | Turfkönig         | 4     | Georg Bocskai                 | Uwe Ostmann            | 2:21.50 |
| 1991              | Indica            | 4     | Manfred Hofer                 | Raimund Prinzinger     | 2:27.30 |
| 1992              | Lomitas           | 4     | Andreas Boschert              | Andreas Wöhler         | 2:18.80 |
| 1993              | Carlton           | 4     | Andrzej Tylicki               | Heinz Jentzsch         | 2:23.30 |
| 1994              | Lando             | 4     | Peter Schiergen               | Heinz Jentzsch         | 2:14.40 |
| 1995              | Monsun (a)        | 5     | Peter Schiergen               | Heinz Jentzsch         | 2:16.20 |
| 1996              | Protektor         | 7     | Neil Grant                    | Andreas Löwe           | 2:20.84 |
| 1997              | Oxalagu           | 5     | Andrasch Starke               | Bruno Schütz           | 2:27.72 |
| 1998              | Elle Danzig       | 3     | Stanley Chin                  | Andreas Schütz         | 2:26.80 |
| 1999              | Caitano           | 5     | Andrasch Starke               | Andreas Schütz         | 2:14.02 |
| 2000              | Flamingo Road     | 4     | Andrasch Starke               | Andreas Schütz         | 2:31.34 |
| 2001              | Aeskulap          | 4     | Andreas Helfenbein            | Hans Blume             | 2:18.60 |
| 2002              | Simoun            | 4     | Andreas Suborics              | Peter Schiergen        | 2:32.80 |
| 2003              | Aolus             | 4     | Andrasch Starke               | Andreas Schütz         | 2:17.80 |
| 2004              | Rotteck           | 4     | Jean-Pierre Carvalho          | Hartmut Steguweit      | 2:24.63 |
| 2005              | Simonas (b)       | 6     | Eduardo Pedroza               | Andreas Wöhler         | 2:20.37 |
| 2006              | Egerton           | 5     | Terence Hellier               | Peter Rau              | 2:16.82 |
| 2007              | Schiaparelli      | 4     | Andrasch Starke               | Peter Schiergen        | 2:31.75 |
| 2008              | Egerton           | 7     | Torsten Mundry                | Peter Rau              | 2:34.53 |
| 2009              | Flamingo Fantasy  | 4     | Andreas Suborics              | Waldemar Hickst        | 2:28.17 |
| 2010              | Campanologist (c) | 5     | Frankie Dettori               | Saeed bin Suroor       | 2:33.04 |
| 2011              | Lucas Cranach     | 4     | Eugen Frank                   | Sascha Smrczek         | 2:29.22 |
| 2012              | Ovambo Queen      | 5     | Filip Minarik                 | Dr. Andreas Bolte      | 2:35.96 |
| 2013              | Runaway (d)       | 5     | Steve Drowne                  | Andreas Tybuhl         | 2:33.62 |
| 2014              | Protectionist     | 4     | Eduardo Pedroza               | Andreas Wöhler         | 2:31.80 |
| 2015              | Lovelyn           | 3     | Andrasch Starke               | Peter Schiergen        | 2:27.65 |
| 2016              | Protectionist     | 6     | Eduardo Pedroza               | Andreas Wöhler         | 2:47.29 |
| 2017              | Dschingis Secret  | 4     | Martin Seidl                  | Markus Klug            | 2:38.38 |
| 2018              | Dschingis Secret  | 5     | Martin Seidl                  | Markus Klug            | 2:33.92 |
| 2019              | French King       | 4     | Olivier Peslier               | Henri Alex Pantall     | 2:29,61 |

(a) 1995 überquerte zuerst Germany die Ziellinie, wurde aber nach einer Untersuchung auf den zweiten Platz gesetzt.

(b) 2005 überquerte zuerst Soldier Hollow die Ziellinie, wurde aber nach Untersuchung auf den zweiten Platz gesetzt.

(c) 2010 wurde das Rennen mit dem Deutschland-Preis zusammengelegt

(d) 2013 überquerte zuerst Berlin Berlin die Ziellinie, wurde jedoch nach einem Dopingtest disqualifiziert.

## Sieger von 1892 bis 1968
- 1892: Nickel
- 1893: Dorn
- 1894: Alconbury
- 1895: Hannibal
- 1896: Trollhetta
- 1897: Flunkermichel
- 1898: Slusohr
- 1899: Slusohr
- 1900: Over Norton
- 1901: Regenwolke / Tuki 1
- 1902: Nunquamdormio
- 1903: Macdonald
- 1904: Sorrento
- 1905: Inverno
- 1906: Festino
- 1907: Fels
- 1908: Horizont
- 1909: For Ever
- 1910: Orient
- 1911: Star
- 1912: Gulliver II
- 1913: Cairo / Laudanum 1
- 1914: Ariel
- 1915: no race
- 1916: Ritter
- 1917: Pergolese
- 1918: Wirbel
- 1919: Marmor
- 1920: Alamund
- 1921: Der Mohr
- 1922: Wallenstein
- 1923: Abgott
- 1924: Barde
- 1925: Weissdorn
- 1926: Aditi
- 1927: Torero
- 1928: Impressionist / Löwenherz 1
- 1929: Graf Isolani
- 1930: Graf Isolani
- 1931: Sichel
- 1932: Palastpage
- 1933: Janus
- 1934: Blinzen
- 1935: Athanasius
- 1936: Sturmvogel
- 1937: Sturmvogel
- 1938: Trollius
- 1939: Walzerkönig
- 1940: Octavianus
- 1941: Nuvolari
- 1942: Berber
- 1943: no race
- 1944: Ferolius
- 1945–47: no race
- 1948: Pfälzerin
- 1949: Ataman
- 1950: Geweihter
- 1951: Mandarin
- 1952: Asterios
- 1953: Prodomo
- 1954: Grenzbock
- 1955: Fabier
- 1956: Masetto
- 1957: Magus / Traumgeist 1
- 1958: Liperion
- 1959: Obermaat
- 1960: Waidmann
- 1961: Windbruch
- 1962: Wicht
- 1963: Opponent
- 1964: Imperial
- 1965: Fanfar
- 1966: Opponent
- 1967: Agami
- 1968: Luciano